# Chetna Sinha
Chetna Gala Sinha (Bombaim, 1959), é uma economista, agricultora e activista indiana, cujo trabalho visa melhorar as condições de vida das populações rurais através da formação das mulheres, capacitando-as para o empreendedorismo. Em 1997, criou o Banco Mann Deshi Mahila Sahakari, o primeiro banco de microcrédito da Índia vocacionado para mulheres das zonas rurais.

## Percurso
Chetna nasceu a 21 de Março de 1959 em Bombaim, cidade onde cresceu. Enquanto estudava economia na Universidade de Bombaim conheceu o seu futuro marido, o agricultor e activista Vijay Sinha, que na altura fazia parte do movimento que procurava jovens para trabalharem nas zonas rurais e ao qual ela também se juntou.  Foi também durante esta época que foi atraída pelos ideais socialistas do movimento estudantil Jayaprakash Narayan.
Ela torna-se numa das lideres deste movimento que procurava garantir os direitos humanos básicos às populações rurais e marginalizadas durante o estado de emergência declarado por Indira Ghandhi e que durou dois anos, de 1975 a 1977.
Após terminar o seu mestrado em Comércio e Economia em 1982, deu aulas de economia na Universidade de Bombaim, cargo que deixou para se mudar para Mhaswad a terra natal do marido, uma região no oeste da Índia sujeita a períodos de seca.
Esta mudança acabou por se tornar definitiva. Ela e Vijay tiveram 3 filhos.
Ela sofreu seu primeiro revés quando o Reserve Bank of India rejeitou sua candidatura, em 1996, com o argumento de que alguns dos membros promotores não eram alfabetizados. Sinha voltou para a vila desanimada, mas os outros moradores incentivaram-na a organizar aulas de alfabetização. Em cinco meses, Sinha voltou ao banco com uma nova candidatura e mulheres da vila.
O Banco Mann Deshi Mahila Sahkari é um banco de microcrédito que empresta dinheiro a mulheres de áreas rurais. Em resposta à retirada de circulação das notas de 500 e 1000 rúpias pelo governo indiano, o banco Mann Deshi ajuda as populações destas zonas, trocando 500 rupias em moedas por notas de 500 rupias.  O Mann Deshi Bank possui uma escola de negócios sobre rodas, através da qual dá formação a mulheres de zonas rurais.
A iniciativa continuou relevante mesmo depois de duas décadas, quando o primeiro-ministro Narendra Modi anunciou a que as notas iriam sair de circulação, deixou os vendedores locais em alerta: alguns deles venderam os seus produtos pelo que puderam, muito abaixo dos preços de mercado, outros trocaram as suas notas de 500 libras. por um valor mais baixo.  Para evitar estas situações, funcionários de Mann Deshi foram buscar moedas ao Banco Estatal da Índia e depois foram ter com quem precisava e trocaram-nas por trocá-las por antigas notas de 500 rupias.
A Fundação Mann Deshi também dá formação modular sobre  alfabetização financeira, onde as mulheres aprendem sobre como poupar, investir, seguros e empréstimos, através de jogos como o monopólio. De acordo com a Fundação, houve um aumento de 13.200 rupias na renda média anual das mulheres rurais depois de terem frequentado as formações sobre desenvolvimento de negócios.
Hoje, o Mann Deshi Bank possui 100.000 accionistas, emprestou mais de 50 milhões de dólares e cria regularmente novos produtos financeiros para atender às necessidades das microempresárias. Mann Deshi administra escolas de negócios, uma rádio comunitária e uma câmara de comércio para microempresas rurais. Até o momento, apoiou quase meio milhão de mulheres.
Ela é uma colega da Ashoka.

## Prémios
Chetna e a Fundação Mann Deshi, criada por ela têm recebido vários prémios e distinções: 

2018 - Recebeu o Nari Shakti Puraskar, o maior prémio civil da Índia para mulheres que trabalham na área de empoderamento das mulheres
2017 - Recebeu o Prémio de Liderança Forbes India 2017: Empreendedor com impacto social
2013 - Chetna, o banco Mann Deshi Mahila Sahakari Bank  e a Fundação Mann Deshi Foundation receberam o prémio de Empreendedor do Ano do governo indiano
2014 -  recebeu da Schawb Foundation o prémio de Empreendora Social do Ano
2013 - Best Innovation Award atribuído pela National Rural Livelihood Mission
2014 - Best Eco Tech Bank Award atribuído pela Associação de Bancos Indiana
2010 - Recebeu o "Entrepreneurship Development Award" atribuído pela Entrepreneurs 'International, Pune
2010 - Edelgive Social Innovation Honors
2009 - Recebeu o primeiro Prémio Godfrey Phillips Bravery Amodini, atribuído pela tabaqueira Godfrey Phillips
2009 - Recebeu o "Rani Laxmiibai Puraskar" da Cyclo Transmissions que distingue mulheres que se destacaram em várias áreas.
2006 - Prémio Jankidevi Bajaj Puraskar de Empreendedorismo Rural
2005 - Ashoka Changemakers Innovation Award
1999 - Recebeu o Shri Nanaji Deshamukh e o Prémio da Fundação Rajiv Sheth Sabale e, pelo trabalho realizado com mulheres afectadas pela seca.
1994 -  Prémio Governador do Maharashtra Shri PC Alexander

## Reconhecimento
Em 2018 Chetna Sinha fez parte da equipa, exclusivamente feminina, que presidiu à 48ª Reunião Anual do Fórum Económico Mundial em Davos na Suíça.  Faziam parte da equipa: Sharan Burrow, secretária geral da Confederação Internacional dos Sindicatos da Bélgica; Fabiola Gianotti, directora geral da CERN - Organização Europeia de Pesquisa Nuclear; Isabelle Kocher, CEO da ENGIE (França); Christine Lagarde, directora administrativa do FMI - Fundo Monetário Internacional; Ginni Rometty, presidente e directora executiva da IBM Corporation; e Erna Solberg, primeira ministra da Noruega.
Foi  oradora no TED xGateway de  2013 e no  TEDX 2018 em Vancouver.
Chetna Sinha é Fellow da Universidade de Yale, Schwab Foundation Fellow e Ashoka Fellow.